# Monte Contrario
Il monte Contrario è una montagna appartenente alla catena delle Alpi Apuane, alta 1789 m s.l.m.. Si trova in alta Toscana, tra la provincia di Lucca e quella di Massa e Carrara; fa parte del parco regionale delle Alpi Apuane ed è riconosciuto quale Sito di interesse comunitario e località di rilevante interesse ambientale in ambito CEE. 
Su questa montagna insistono alcune cave di marmo, duramente criticate dal movimento No Cav.

## Caratteristiche
La montagna si trova nella catena delle Alpi Apuane. La vetta sorge sul crinale che separa il comune di Massa da quello di Minucciano, ed è compresa tra il monte Cavallo ad Est ed il monte Grondilice ad Ovest.
Il Contrario è situato proprio al centro dell'asse principale dello spartiacque apuano, che va da Nord-Ovest a Sud-Est ed è parallelo alla costa, cosicché la montagna è ben visibile da tutta la Versilia. La sua morfologia è caratteristica: il versante meridionale è costituito da una bastionata prevalentemente di marmo, alta circa 700 metri, e da selvaggi valloni che precipitano verso il fiume Frigido e la valle degli Alberghi, sopra Massa. Il versante settentrionale, rivolto verso la valle Serenaia e la valle del Serchio, è meno dirupato ed è coperto da faggete.
Alla base della strapiombante parete rocciosa meridionale del Monte Contrario e di un'antica "lizza", s'incontra la caratteristica Casa degli Alberghi, ora abbandonata, ove abitavano i cavatori nei secoli scorsi, nonché un'antica cava di marmo presso la quale si possono comprendere le tecniche di escavazione precedenti alla introduzione del filo elicoidale per il taglio dei blocchi.

## Accesso alla vetta
I sentieri di accesso alla vetta meno difficili si trovano sul versante settentrionale, anche se le vie più semplici comportano comunque il superamento di difficoltà di tipo alpinistico. Si può partire da Castelnuovo di Garfagnana, proseguire per Minucciano ed il rifugio Donegani, a 1150 metri sul livello del mare, in località Orto di Donna ed oltre. Si sale quindi per un sentiero alla Foce del Monte Cavallo e lungo un crinale roccioso fino alla vetta, dalla quale la vista spazia a 360 gradi su tutta la catena Apuana, sulla Versilia, sul mare, sull'Arcipelago toscano e la Corsica.
Un'alternativa un po' meno impegnativa è raggiungere la cima lungo i crinali dello spartiacque.
Seguendo un itinerario squisitamente alpinistico, sul versante meridionale, s'incontra una via ferrata di salita di grande interesse.
Il monte presenta verso sud una grande lastronata di marmo, a volte rotto, su cui sono state tracciate 2 vie sportive (circa 6b) ed alcuni itinerari classici:
-La via dei Carraini sul costolone di destra della parete (300 m, V e A1, Marchetti e Martini nel 1975);
-La via dei Genovesi sale sulla verticale della cima principale (300 m, IV e V, Buscaglione, Consolo e Guiglia nel 1933)
-La via Ceragioli attacca il canale diedro al centro della parete tra l'antecima W e la cima principale (250 m, IV e V, fratelli Ceragioli nel 1934)
-La via dei Chiavaresi la più ripetuta della parete, sale lo spigolo sud dell'antecima W (250 m, IV+, Bastrenta e Guarnieri nel 1962)
-La via dei Fiorentini attacca la grande placconata a sinistra della via precedente (220 m, V+ e A2, Benincasi, Lasciani e Ponticelli nel 1970, parzialmente scavalcata da un itinerario sportivo).